# What Would Steve Do?
«What Would Steve Do?» — второй сингл британской инди-рок-группы Mumm-Ra с её дебютного альбома These Things Move in Threes. Сингл был выпущен лейблом Columbia Records 19 февраля 2007 года на компакт-дисках и в двух частях на 7-дюймовых виниловых пластинках. «What Would Steve Do?» является перезаписью одноимённого демо-сингла, который был самостоятельно выпущен Mumm-Ra в апреле 2006 года. Название песни «What Would Steve Do?» (с англ. — «Что бы сделал Стив?») ссылается на раннего менеджера группы по имени Стив.
Из всех трёх синглов группы Mumm-Ra с альбома These Things Move in Threes «What Would Steve Do?» занял самую высокую, 40-ю позицию в британском хит-параде UK Singles Chart (предыдущий, «Out of the Question», отставал от него на 5 позиций, следующий «She’s Got You High» занял 41 место).
Версия сингла на дисках включает в себя видеоклип на песню «What Would Steve Do?», снятый Беном Ролласоном (англ. Ben Rollason). Песня прозвучала в эпизоде «Caravan Club» британского телесериала «Переростки».

## Списки композиций
CD-издание (8:57)
1. «What Would Steve Do?» (2:52)
2. «Cute As» (4:13)
3. «Without You» (1:51)
Видеоклип: «What Would Steve Do?»
7-дюймовая пластинка, часть 1 (gatefold)
1. «What Would Steve Do?»
2. «Cute As»

7-дюймовая пластинка, часть 2
1. «What Would Steve Do?»
2. «What Would Steve Do?» (Floorboard Mix)

## Демозапись «What Would Steve Do?»
Изначально сингл «What Would Steve Do?» был выпущен в апреле 2006 года как демозапись, с одноимённой песней «What Would Steve Do?» и би-сайдом «Song E». Mumm-Ra самостоятельно распространяла сингл во время концертного тура, на 7-дюймовых грампластинках с фотографиями родного города Бексхилл-он-Си и автографами участников группы.